# 別納所
別納所（べちのうしょ）は、院司や公卿の家に置かれた家政機関。
封戸などから納められた別納分の納物を管理していた場所とみられている。院司の場合には院庁の下に置かれて上皇に御飯・御菜を供した（『西宮記』八「院宮事」）、日常生活に必要な道具を提供する役割も果たしており、責任者である別当には四位の貴族が、実務を担当する年預には主典代が任じられていた。後嵯峨天皇の院執権であった葉室定嗣の日記には死去した別納所年預の選考にあたり「器量の者」を選んだ事が記されている（『葉黄記』寛元4年閏4月27日条）。
また、公卿の家において同様の役割を果たす機関も「別納所」と称していた。